# Tirupati
Tirupati (télougou : తిరుపతి, tamoul : திருப்பதி, sanskrit : तिरुपति) est une ville indienne située dans le district de Tirupati dans l'État de l'Andhra Pradesh. Célèbre lieu de pèlerinage vishnouïte, Tirupati est la porte d'accès du massif des Seshachalam, où une série de sept collines abritent les sept demeures de Adisesha et de Venkateshwara, notamment le mont Venkatadri, sur lequel est bâti le temple de Tirumala, l'un des sanctuaires les plus visités de toute l'Inde.
En 2011, la population de la ville était de 287 482 habitants. La ville et sa région sont situées à la confluence des aires culturelles télougoue et tamoule, comprenant ainsi dans leur population une communauté considérable de tamoulophones. L'inverse est tout aussi vrai de l'autre côté de la frontière, dans les régions septentrionales du Tamil Nadu.